# Aéroport international de Tabriz
L'aéroport international de Tabriz (en persan : فرودگاه بین المللی تبریز)(code IATA : TBZ • code OACI : OITT) est l'aéroport principal de Tabriz, en Iran.

## Situation
| Sārī Dasht-é Naz Golfe · persique Téhéran-MehrabadTéh.-Mehrabad Mechhed Téhéran-KhomeiniTéh.-Khomeini Chiraz Kish Ahvaz Ispahan Tabriz Bandar · Abbas Kerman Yazid Abadan Kermanchah Zahedan Bouchehr Qechm Ourmieh Racht Birjand Chabahar Lamerd |

## Statistiques
Pour des raisons techniques, il est temporairement impossible d'afficher le graphique qui aurait dû être présenté ici.

Voir la requête brute et les sources sur Wikidata.

## Compagnies et destinations
| Compagnies           | Destinations |
| -------------------- | --- |
| ATA Airlines         | Ahvaz, Bandar Abbas, Ispahan-S. Beheshti, Istanbul, Île de Kish, Mechhed-Shahid H. Nejad, Chiraz-Shahid Dastghaib, Téhéran-Mehrabad Charter : Izmir-A. Menderes |
| AtlasGlobal          | En saison Charter : Antalya |
| Caspian Airlines     | Golfe Persique, Téhéran-Mehrabad |
| Corendon Airlines    | En saison Charter : Antalya |
| Georgian Airways     | En saison Charter : Tbilissi-C. Roustavéli |
| Iran Air             | Ahvaz, Bakou-H. Aliyev, Ispahan-S. Beheshti, Mechhed-Shahid H. Nejad, Racht, Sārī-Dasht é Naz, Téhéran-Mehrabad En saison : Bagdad                              |
| Iran Air Tours       | Istanbul, Mechhed-Shahid H. Nejad, Téhéran-Mehrabad Charter : Izmir-A. Menderes                                                                                 |
| Iran Aseman Airlines | Chiraz-Shahid Dastghaib, Téhéran-Mehrabad |
| Kish Airlines        | Île de Kish |
| Mahan Air            | Ispahan-S. Beheshti, Kerman |
| Meraj Airlines       | Mechhed-Shahid H. Nejad, Téhéran-Mehrabad |
| Onur Air             | En saison Charter : Antalya |
| Pegasus Airlines     | En saison Charter : Antalya |
| Qeshm Airlines       | Bagdad, Bandar Abbas, Hambourg-H.-Schmidt, Chiraz-Shahid Dastghaib, Téhéran-Mehrabad                                                                            |
| Saudia               | En saison : Djeddah - Roi-Abdelaziz, Médine-Prince M. Bin Abdulaziz                                                                                             |
| SunExpress           | En saison Charter : Antalya |
| Taban Air            | Charter : Batoumi-A. Kartveli, Tbilissi-C. Roustavéli, Erevan-Zvarnots                                                                                          |
| Turkish Airlines     | Istanbul |
| Zagros Airlines      | Mechhed-Shahid H. Nejad, Téhéran-Mehrabad En saison Charter : Sparte-Süleyman Demirel (tr)                                                                      |

Édité le 18/02/2020